# Ozodbek Nazarbekov
Ozodbek Ahmadovitch Nazarbekov, né le 7 mai 1974 dans le district de Shahrixon (province d'Andijon, Ouzbékistan) est un chanteur et homme politique ouzbek, artiste honoré de l'Ouzbékistan (2010) et artiste honoré du Karakalpakstan. Il est ministre de la Culture de l'Ouzbékistan et depuis 2020, recteur de l'Institut national des arts musicaux d'Ouzbékistan,.

## Jeunesse et études
Ozodbek Nazarbekov naît le 7 mai 1974 dans le district de Shahrixon, qui fait partie de la province d'Andijon.
Il obtient son diplôme de l'Institut d'État des Arts et de la Culture d'Ouzbékistan en 2007.

## Activité de travail
Le parcours créatif de Nazarbekov commence en 1994. De 2002 à 2008, il travaille en tant que chanteur solo dans l'ensemble pop O'zbeknavo. Il est l'un des élèves du chanteur Muhriddin Xoliqov. À partir de 2006, il participe activement aux événements étatiques de niveau national, notamment aux célébrations de la Constitution de la République d'Ouzbékistan, de Navruz et de la Journée de l'indépendance. Il présente ses programmes de concerts en solo dans toutes les régions de l'Ouzbékistan et effectue des tournées de concerts à l'étranger. De 2008 à 2017, il est soliste dans l'Ensemble de chant et de danse des forces armées de la République d'Ouzbékistan. En juillet et août 2017, il travaille en tant que directeur de la chaîne de télévision Yoshlar. Le 10 août 2017, il est nommé Vice-ministre de la Culture de l'Ouzbékistan. Il est également directeur de production en chef de la chaîne de télévision Yoshlar. De 2018 à 2020, il occupe le poste de premier vice-ministre de la Culture de la République d'Ouzbékistan. Le 22 janvier 2020, il est nommé ministre de la Culture de la République d'Ouzbékistan,,,.
Le 21 juillet 2023, Nazarbekov se voit décerner le titre de professeur dans le domaine de l'« art de la musique » par décision de la Commission supérieure d'attestation et sur recommandation du Conseil de l'institut national des arts de la musique de l'Ouzbékistan.

## Discographie
Au cours de sa carrière, il interprète de nombreuses chansons ,,,,,,:
| Chang Ko'chalar (2003)    | Devona ko'ngil (2004) | Yuragimdan kuylaganim sen (2005) | Sening Darding (2006) |
| ------------------------- | --------------------- | -------------------------------- | --------------------- |
| * Qulogʻi chandiq qiz     | Majnun                | Yuragimdan kuylaganim sen        | Sening darding        |
| * Sen Gulsan              | Voy bo‘ldi            | Jonim mani                       | Kuyib qolganman       |
| * Bevafo                  | Go‘zal                | Devona oshiq                     | Koʻrinmasang          |
| * Kechalar                | Topmadim              | Laylim                           | Seni sevdim           |
| * Oʻzbekiston             | Prinsessa tay         | Ikkimiz                          | Onam                  |
| * Chang koʻchalar         | Duet                  | Soʻyla                           | Qaro qoshligim        |
| * Shirin-shirin           | Xato bo‘ldi           | Sevib qoldim                     | Biyo-biyo             |
| * Osmoningga olib ket yor | Jonim                 | U go‘zal boshqa                  | Yaxshiydi             |
| * Yallo-yallo             | Kelarsan              | Alam endi                        | Yomgʻir               |
| * Chinor tagida           | Ko‘rgim kelar         | Chaqmoq                          | Keladur               |
| * Nigor                   | Kuygan koʻngil        | Onam hayot bo‘lganda             | Kutaman               |
| * Toshkentim goʻzallari   | Bir kelib ket         | Dilbar                           | Tabassuming           |
| * Hanjar                  | Druzya                | Sen o‘zing                       | Ketolmayman           |
| * Barno                   | Ayriliq               | Kuygan ko‘ngil                   | Masturayam            |
| * Xotira                  | -                     |                                  | Ne istarsan           |
| * Dilbarim                | -                     |                                  | Olis-olis             |
| * Sevgilim                | -                     |                                  |                       |

## Récompenses et distinctions
- 2007 : Artiste émérite d'Ouzbékistan[3],[18]
- 2010 : Artiste du peuple d'Ouzbékistan[3],[19]
- 2010 : prix du chanteur masculin de l'année[3]
- 2012 : Artiste du peuple du Karakalpakstan  (en ouzbek : Qoraqalpogʻiston xalq artisti unvoni)[3]
- 2014 : Ordre du « Respect du pays » (en ouzbek : « El-yurt hurmati » ordeni)[20]
- 2023 : Titre de professeur d'« art de la musique »[21]